# TECHO El Salvador
TECHO El Salvador es la sede en El Salvador de la organización no gubernamental latinoamericana TECHO. Desde el año 2001, la organización está integrada por jóvenes universitarios voluntarios que están unidos por el ideal de construir un El Salvador más justo, en donde las familias que viven en los asentamientos más excluidos y pobres puedan tener un techo más digno del que tienen actualmente.

## Misión

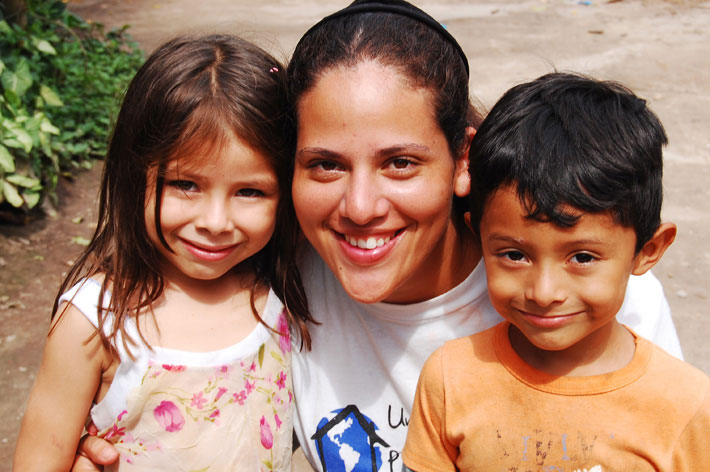
Voluntaria de Techo El Salvador compartiendo con niños de una comunidad beneficiada.

Trabajar sin descanso en los asentamientos precarios para superar la pobreza, a través de la formación y la acción conjunta de sus pobladores y jóvenes voluntarios, promoviendo el desarrollo comunitario, denunciando la situación en la que viven las comunidades más excluidas e incidiendo junto a otros en política.

## Visión
Una Latinoamérica sin extrema pobreza, con jóvenes comprometidos con los desafíos propios de sus países, donde todas las familias cuenten con una vivienda digna y puedan acceder a más oportunidades para mejorar su calidad de vida.

## Historia

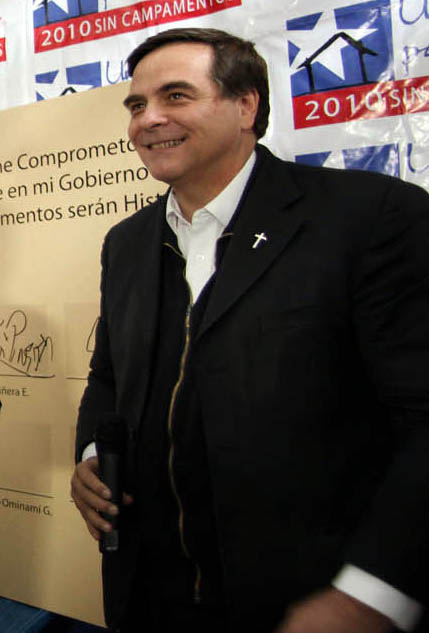
Felipe Berríos, fundador de "Techo".

Techo El Salvador, nació en el año 2001, después que dos terremotos sacudieran a la nación, (antes llamada Un techo para El Salvador). La necesidad de proporcionarles viviendas a las familias damnificadas hizo que un joven salvadoreño llamado Javier Guzmán, estudiante de la Universidad Católica de Chile y voluntario de Techo Chile, exportara la idea de construir casas temporales. Fue así como propuso ayudar a El Salvador.
En colaboración con Fundación Empresarial para la Acción Social (FUNDEMAS), se lograron edificar las primeras viviendas en Cojutepeque y más de 100 voluntarios universitarios conocieron la realidad a la se que enfrentaban las familias más pobres del país. De esta manera, nació la iniciativa en los jóvenes de la Escuela Superior de Economía y Negocios (ESEN) por lograr que ninguna familia de El Salvador siguiera viviendo en esas condiciones inhumanas. Entre estos jóvenes salvadoreños está: Billy Eduardo Marinero Palacios, Juan Pablo Fontán, Bianca Villanova, Rodrigo Barraza, Fausto Cea Najarro, Leopoldo Cea Najarro, José Alegría y Ligia Marcela Fuentes Serrano.
El camino idealista llevado a la práctica no fue tan fácil, como se esperaba. El primer reto fue financiar las viviendas, paso que era difícil por el bajo conocimiento y la corta trayectoria que tenía la Organización. La persona que creyó desde el principio en el proyecto fue Don Ricardo Poma, quien financió las primeras 6 viviendas que se construyeron, dando pie a nuevos patrocinadores, entre empresas y familias altruistas, que fueron consolidando los primeros años de crecimiento de Techo Salvador.

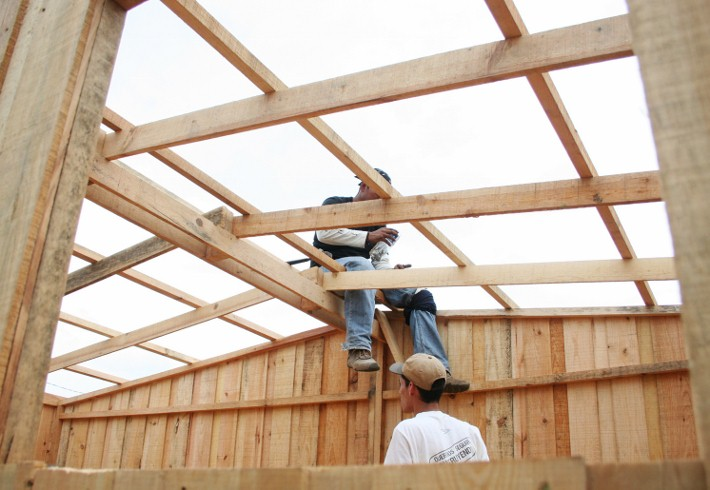
Un joven de Techo tratando de terminar de construir una vivienda temporal.

El año 2005, coincidió con el hito de UTPMP de la “casa en el aire” debido al huracán Stan. Por lo que más de mil voluntarios, empresas y ciudadanos se volcaron a las comunidades para trabajar y se duplicó la cantidad de familias beneficiadas.
En ese año, el Banco Scotiabank decidió dar su aporte permanente a la sociedad por medio de UTPMP, alianza que impulsó un trabajo con las familias más vulnerables de forma permanente, logrando que en 2006, se diera el segundo paso con el Modelo de Intervención de la Institución: Habilitación Social.
El voluntariado se extendió por las universidades más importantes del país en búsqueda de cientos de estudiantes, que en unos años llevarían las riendas de El Salvador. Los jóvenes se comprometieron cada vez más con el país a través del proyecto.
En septiembre de 2007, se escribió una parte dolorosa en la historia de UTPMPES, la violencia del país le quitó la vida a nuestro Voluntario de Corazón, Mario Moreno, persona comprometida y con una alegría contagiable, que es ahora nuestro empuje y bandera en la lucha contra la pobreza.
Un aliado que creyó en la forma de trabajo de Techo El Salvador, levantando una campaña conjunta de gran impacto, fue la empresa TEXACO. En los años 2008 y 2009, esta empresa dio techo a más de 200 familias y unió a todos sus clientes para lograr esta meta. Los resultados de las compañías, familias e individuos que han creído en UTPMPES y en El Salvador son tangibles: más de 2,173 familias con techo digno; 30 comunidades trabajando en Habilitación Social, siendo ellos los gestores de su desarrollo integral y 714 graduados en capacitaciones de oficios.
Todo esto no podría ser realidad sin los voluntarios y las personas comprometidas que trabajan por un mejor El Salvador.

## Techo El Salvador en cifras
- 2173 viviendas construidas hasta junio de 2011.
- 8000 jóvenes voluntarios se han movilizado en construcciones de viviendas de emergencia en más de 100 comunidades diferentes.
- 30 comunidades son en las que se trabajan actualmente con la segunda etapa del modelo de intervención de Habilitación Social.
- 126 Jóvenes participan en habilitación social todos los fines de semana.
- 20 jornadas médicas realizadas en comunidades.
- 25 capacitaciones de oficio implementadas.
- 714 personas capacitadas.
- 215 microcréditos entregados.

## Eventos históricos importantes
- “Casa en el aire” en el año 2005: se llevó a cabo por los daños que ocasionó el huracán Stan en las comunidades más pobres del país. Por lo tanto, más de mil voluntarios se unieron para trabajar en las áreas más necesitadas para la construcción de un hogar a muchas familias afectadas. En el mismo año, el banco Scotiabank da su aporte a la sociedad por medio de UTPMP-ES, para impulsar en trabajar con las familias más vulnerables de forma permanente y darle sustento al proyecto.
- Lamentable pérdida de un voluntariado en septiembre de 2007: Por el problema social de la violencia que afecta a El Salvador dio resultado en el fallecimiento de Mario Moreno, un voluntario comprometido y con mucha alegría contagiante que se convierte en la persona impulsora de UTPMPES para continuar contra la pobreza.
- TEXACO se convierte en aliado para UTPMPES: Se lograron por dos años consecutivos (2008 – 2009) la construcción techos a 200 familias con la ayuda que la empresa TEXACO aporto a la institución.
- Aumento de cifra de voluntariados: Desde que UTPMPES comenzó, las cifra de voluntarios alcanza a más de 7,500 personas en construcciones y proyectos para otorgar un hogar de emergencia a las personas con condiciones de extrema pobreza.
- El 28 de mayo de 2010 se inicia la campaña "Un Gol por un Techo" con el motivo de recaudar fondos para la construcción de 150 viviendas de emergencia en 7 comunidades de riesgo. Se recibió ayuda del Banco Scotiabank, de la financiera RIA envío de Dinero y apoyo mediático de Telecorporación Salvadoreña(TCS). Bajo el eslogan “Si el fútbol nos une, que nos una tu donación”, esta iniciativa busca edificar una vivienda por cada gol anotado en el mundial. El desarrollo de la campaña incluye diferentes dinámicas de recaudación de fondos como el redondeo de vuelto, porcentajes de ventas, una radio colecta en cuatro estaciones nacionales y la recepción de donativos a través de la página web www.untechoparamipais.org/elsalvador y por medio de la cuenta Voluntarios Construyendo El Salvador, del banco Scotiabank.[3] Se cierra el 14 de julio superando la meta con suficientes fondos para construir 184 viviendas.

- La Navidad, época de dar y compartir se volvió la oportunidad perfecta para que el 28 de octubre de 2010 se lanzara la campaña de fin de año “Salvadoreños unidos cambiamos la vida de 200 familias en Navidad”, con la cual se buscó recolectar fondos para la construcción de 200 viviendas de emergencia, con las que se beneficiaron a más hermanos salvadoreños que viven en situación de extrema pobreza. Con este esfuerzo se invitó a la población en general a unirse a la causa que el país más necesita. El período de recaudación cerró el 15 de diciembre y se logró recaudar $9,000 por la venta de postales pequeñas de diferente denominación. Asimismo, se asignaron “Santas” que distribuyeron talonarios a sus “Renos”, quienes se encargaban de hacerlos llegar a las personas interesadas en ayudar comprando, con un dólar, una hoja del talonario. La suma resultante de tal ejercicio ascendió a $21,500.

También se promovió la donación institucional, en la que las empresas podían donar el monto de una casa completa. 
Además de la población, diversas entidades apoyaron la causa:por ejemplo, Grupo Radio Stereo permitió realizar una radiotón con
la que se recaudaron más fondos, de igual forma otras empresas como Silver Hawk, Quicksilver, Big Outlet, Van Heusen, Levis, OK
Jeans Store, Dockers y Factory Outlet abrieron sus instalaciones para poner a disposición de sus clientes las postales navideñas.
El monto total obtenido por medio de todas esas modalidades de recaudación fue de $303,157.39. Con esta campaña, Techo El Salvador una vez más dice presente para poder cambiar la realidad de muchos salvadoreños en condiciones de pobreza,
gracias al apoyo de la sociedad salvadoreña y de muchas instituciones que creen en la causa.

## Reconocimientos
UTPMP El Salvador ha recibido los siguientes reconocimientos:
- Premio sobresaliente en Labor social humanitaria (Secretaría de la Juventud, 2005)
- Web Master del sitio www.untechoparamipais.org (elsalvador.com y El Diario de Hoy, octubre de 2005)
- Premio en categoría Asociaciones (elsalvador.com y El Diario de Hoy, septiembre de 2005)
- 2006. Premio BID Juventud entregado por el Banco Interamericano del Desarrollo.
- 2006. Premio Asexma (Asociación de Exportadores Manufactureros en Chile) en la categoría Mejor Exportación no Tradicional.
- Apoyo a la juventud Salvadoreña (Jóvenes Talentos, agosto de 2007)
- Segundo Lugar “Ayudando a Quienes Ayudan” (Fundación Gloria de Kriete, 2007)
- 2007. UTPMP fue reconocida por la ONU como una de las mejores ONG´s para asociarse con el sector privado y fue seleccionada para participar en ranking de la “Business Guide to Partnering with NGO´s and the UN” elaborado por la Global Compact, Dalberg y el Financial Times.
- 2007. Distinción Sello Bicentenario 2007 otorgado por la Presidencia de Chile por el aporte de UTPMP en la construcción de un país socialmente equitativo.
- 2007. “Excelencia 2007” entregado por la revista América Economía por el aporte de UTPMP al desarrollo latinoamericano.
- 2008. UTPMP Uruguay. “Best Practices to Improve the Living Environment”, Dubai International Award
- 2009. Premio “Mejores prácticas en Políticas y Programas en América Latina y el Caribe” UNESCO–BID reconociendo a UTPMP como una de las mejores prácticas en el trabajo con y para los jóvenes de la región.
- 2009. UN Habitat Scroll of Honour Award. Premio otorgado por el Programa de Asentamientos Humanos de las Naciones Unidas, reconociendo la contribución de UTPMP en asentamientos humanos.

## Desarrollo de proyectos
Techo El Salvador desarrolla sus proyectos en dos etapas:
- Vivienda de emergencia.
- Habilitación Social

### Vivienda de emergencia

#### 1.ª Etapa: Construcción de viviendas de emergencia
En un principio, los esfuerzos que UTPMPES realiza se orientan a satisfacer la necesidad de una familia a través de la construcción de una vivienda de emergencia.
El proceso de construcción establece los primeros vínculos de confianza con los pobladores y líderes de la comunidad, validando una relación que permite posteriormente un trabajo más permanente en las comunidades. Al mismo tiempo, se presenta como una oportunidad para que los jóvenes voluntarios se acerquen a la realidad de los asentamientos del país, a través de una experiencia social de alto impacto físico y emocional.
La vivienda de emergencia es una casa de madera prefabricada y armable por una cuadrilla de 8 a 10 voluntarios en 2 días. Una vivienda tiene 18 metros cuadrados (6 metros de frente por 3 metros de fondo) y cuesta US $1,500, del cual la familia contribuye con un 10%.
Una vivienda de emergencia otorga a las familias un refugio que protege de la lluvia, el frío y posibles enfermedades, así como también provee seguridad y defensa contra el crimen. Estos resultados básicos tienen impactos importantes a largo plazo, por ejemplo: reduce enfermedades, mejora la seguridad y un lugar donde estudiar previene la deserción escolar en los niños.

### Habilitación Social

#### 2.ª Etapa: Habilitación Social
El principal objetivo de Habilitación Social es disminuir el nivel de vulnerabilidad y exclusión social que tienen las familias que viven en extrema pobreza, focalizándose en movilizar los capitales físicos, humanos y sociales que cada uno de ellos tiene. Esto se realiza a través de la conformación de una mesa de trabajo, la cual es una reunión periódica entre pobladores de los asentamientos, voluntarios y otras instituciones, quienes se organizan para trabajar sobre las problemáticas de la comunidad. Otro de los objetivos de Habilitación Social es la consolidación de líderes comunitarios.
En esta instancia se ofrece herramientas y planes para apoyar la implementación de diferentes proyectos de desarrollo local, aprovechando las oportunidades que ofrecen en el mercado, el estado y la sociedad, y de esta forma superar su condición de pobreza de forma autónoma.
Actualmente[¿cuándo?] Habilitación Social está trabajando con 29 comunidades entre ellas están:[cita requerida]
- Santa Lucía, San Julián, Sonsonate
- La Esmeralda, Tepecoyo, La Libertad
- San Antonio, Comasagua, La Libertad
- Altos del Matazano, Comasagua, La Libertad
- Altos de San Nicolás, San Salvador
- Chorro Abajo, Izalco, Sonsonate
- Los Amates, Tejutla, Chalatenango
- Santo Domingo, Guazapa, San Salvador
- Santa Anita, Cuscatlán, Cuscatlán
- Viuda de Alas, Soyapango, San Salvador
- El Canelo II, Nahuizalco, Sonsonate
- Los Carretos, San Miguel
- La Esperanza, San Miguel Tepezontes, La Paz
- San Luis, San Miguel Tepezontes, La Paz
- El progreso, Guazapa, San Salvador
- El Cristal, Tecoluca, San Vicente
- Las Vegas, Jicalapa, La Libertad
- El trébol, Santa Tecla, La Libertad
- Boca Poza, Cangrejera, La Libertad
- La Esperanza, Zacatecoluca, La Paz
- Tierra de Israel, San Pedro Masahuat, La Paz
- El Pimental, La Paz
- La Asunción, Ahuachapán
- Melara, La Libertad
- Nueva Santa Rosa Gudalupe, San Vicente
- El Llano, Metapán
- Tepetitan, San Vicente
- Los Ángeles, Santa Ana
- Tecualuya, San Luis Talpa, La Paz
- Los Héroes, Santa Ana
- La Cuchilla, Antiguo Cuscatlán, La Libertad
- El Tanque, Antiguo Cuscatlán, La Libertad
- Chorro Arriba, Sonsonate
- San Pedro Puxtla, Guazapa, San Salvador
- La Mascota, San Miguel
- San Benito, Cojutepeque, Cuscatlán

#### Herramientas y Planes que ofrece Habilitación Social
- Plan de Educación

Trabajamos con cada persona del asentamiento que esté interesada en aumentar su nivel educativo y mejorar sus relaciones interpersonales con los otros miembros de su comunidad. Áreas que trabajamos: Preescolares, escolares, jóvenes y adultos. 
Este plan de HS está conformado por 70 jóvenes y el número de comunidades beneficiadas son 8.
- Capacitación en oficios

El propósito de los cursos es trasmitir un conjunto de conocimientos, habilidades y actitudes, que puedan conducir al ejercicio de una actividad o un trabajo para insertar socioeconómicamente a las miembros comunitarios y que estos desarrollen sus habilidades psicosociales. Para esto, los cursos de oficios articulan dos ejes de formación: primero la formación técnica o propia del oficio, que se orienta a la entrega de herramientas y conocimientos prácticos vinculados con el ejercicio de una ocupación.
Posteriormente la formación para el trabajo, que tiene como propósito favorecer la empleabilidad de las personas, desarrollando nuevas destrezas, habilidades y actitudes que favorecen el tránsito al mundo laboral. Antes de capacitar sobre algún oficio, se realiza una reunión para conocer cuáles son los intereses de las comunidades en cuanto a los oficios que pueden implementarse en estas.
Se realiza un diagnóstico de oportunidades, en el que se evalúa cuáles son los oficios más rentables para la comunidad, posteriormente se ejecuta en agenda en sección cero, en la que se presenta el curso, el tema a tratar, es decir las generalidades de éste, luego se hace la inscripción y finalmente se inicia con la sesión primera del curso, en donde reciben preparación técnica y formación sociolaboral.
Este plan de HS ha buscado convenios con instituciones como ITCA-FEPADE para la ejecución de los cursos de instalación eléctrica, computación básica y mantenimiento de computadoras. Actualmente, se busca negociar para la donación de cursos de pastelería y panadería. También se ha recibido donaciones de materiales por parte de empresas y alcaldías. 
EL número de personas que están recibiendo cursos hoy por hoy, son 260 miembros de las comunidades, quienes participan en 16 oficios: computación, cosmetología básica, cosmetología avanzada, panadería, pastelería, entre otros. Estos beneficiados se graduarán en el mes de agosto de este año.
Capacitación de oficios cuenta con 55 miembros voluntarios y este plan de HS se ha extendido en 12 comunidades salvadoreñas.
Requisitos para estar dentro de un curso:
A) Ser mayor de 15 años
B) Entusiasmo por aprender del oficio
C) Cancelar el costo de inscripción
Comunidades beneficadas con el plan:
1- El cristal
2- La Esmeralda
3- Chorro Abajo
4- Viuda de Alas
5- Santo Domingo
6- Altos de Matazano
7- Amatecampo
8- El Trébol
9- La Esmeralda
10- San Antonio 
11- La Asunción
12- San Luis
13- Los Amates
14- La Esperanza, Zacatecoluca
15- El Caoba
16- Las Vegas
17- El Zonte
18- Nueva Santa Rosa
19- Tepetitan
20- San Luis Tepezontes
21- Tierra de Israel
22- Tepecoyo
23- Tecualuya
24- La Cuchilla
25- La Esperanza, San Miguel Tepezontes
26- El Llano, Metapán
27- Boca Poza 
28- Chorro Arriba
Número de graduados del plan de Capacitación de Oficios:
1- En el año 2008 se graduaron 64 personas en Computación Básica, Piñatería y Pastelería.
2- En 2009 hubo 150 graduados distribuidos en los siguientes oficios: Panadería Básica, Instalación Domiciliar Eléctrica, Cosmetología Básica, Elaboración de Chocolate Artesanal, Elaboración de Productos de Noni, Atención al Cliente en el sector turismo y Elaboración de Tejas Decorativas.
3- Para el primer semestre de 2010 se graduaron 228 miembros de diferentes comunidades, en los siguientes oficios: Cosmetología, Corte y Confección, Artes manuales, Panadería, Computación y Tejas. Para el segundo semestre hubo un total de 272 graduados en Cosmetología, Tejas, Velas y Decoupage, Panadería, Corte y confección, Computación, Comida a la Vista ITCA y Pasteleria, ITCA.
4- En el primer semestre de este año se han graduado 269 personas en Cosmetología Básica, Cosmetología Avanzada, Neo artesanías, Instalación domiciliar eléctrica, Diplomado en mantenimiento de Computadoras ITCA, Curso libre de computación MEGATEC- ITCA y Panadería Básica.
El número de beneficiados con este plan desde el año 2008 a la fecha son 714 personas.
- Microcréditos

El plan de microcréditos se inserta dentro de este conjunto de acciones programadas y tiene dentro de sus objetivos, disminuir los niveles de vulnerabilidad y exclusión de las comunidades, focalizándose en movilizar los capitales físicos, humanos y sociales que poseen, para mejorar de forma permanente su calidad de vida.
A través de sus tres etapas (conformación de grupos solidarios, entrega de microcréditos y capacitación y seguimiento) el plan de microcréditos busca fomentar el emprendimiento, sustentabilidad de los negocios y la promoción de redes sociales. Este plan facilita microcréditos entre los $100 y $150, en donde los dueños de los negocios deben pasar por un proceso de capacitación para aplicar o no a los créditos. En este plan hay implementadores y asesores.
Este plan inició con 60 microcréditos y 6 voluntarios. Actualmente, la cifra de jóvenes voluntarios de este plan ha incrementado a 30. Hasta la fecha actual, se han entregado 74 microcréditos en 8 comunidades: San Chico (Comasagua), La Esperanza (Zacatecoluca), Santo Domingo (Guazapa), El Trébol (Santa Tecla), Tierra de Israel (San Pedro Masahuat), Tecualuya (San Luis Talpa), Las Vegas (Jicalapa) y Tepetitán (San Vicente). Pero también se está trabajando en la comunidad San Luis, (San Miguel Tepezontes) y El Cristal. 
Requisitos para otorgar microcréditos:
- Que dentro de la comunidad exitan otros planes de HS y mesas de trabajo
- Las personas deben tener por lo menos un año de residir en la comunidad
- Que sean mayores de 18 años
- Que tengan un negocio o idea de negocio
- Que el negocio sea aceptado por un grupo solidario (conformado por 7 u 8 personas)
- Plan de salud

Mejorar y facilitar el acceso de las familias de los asentamientos al sistema de salud nacional, por medio del fortalecimiento de vínculos entre las redes locales y pobladores. Creando estrategias correspondientes para abordar los problemas de salud detectados y que no están siendo cubiertos por el sistema de salud local. Se brindan capacitaciones preventivas y se realizan jornadas médicas para aquellas comunidades que se encuentra alejadas de las unidades de salud públicas. En este plan se realizan tres actividades:
1- Jornadas médicas, llevadas a cabo junto a organizaciones de estudiantes de medicina y empresas tanto nacionales como transnacionales. Estas jornadas médicas consisten en dar consultas, charlas de educación sexual, etc., dirigidas a los miembros de las comunidades. Asimismo, se les proporcionan medicamentos donados por la institución encargada de dar la jornada médica y dependiendo del tamaño de las comunidades, así será el número de consultas brindadas en una jornada. El máximo de consultas que se puedan ofrecer por comunidad son 500. En cada jornada, asisten entre 25 y 30 voluntarios de diferentes universidades.
Hasta el momento se han realizado dos jornadas médicas en el mes de mayo, las comunidades beneficiadas fueron:
a)El Llano, 110 beneficiados. Participaron estudiantes de la Universidad Evangélica de El Salvador.
b)Altos de San Nicolás, 60 personas beneficiadas con consultas. En esta jornada contribuyeron estudiantes de la Universidad Dr. José Matías Delgado.
2- Primeros auxilios, que tiene la finalidad de capacitar a las personas de las comunidades de manera más formal para que sepan responder ante cualquier emergencia en la comunidad. 
3- Se está trabajando en tres comunidades, dos del área rural y una en el área urbana, correspondientes a Santa Ana, San Salvador y otra en La Paz. En estas tres comunidades, se pretende abordar los problemas de raíz, dándoles soluciones para evitar enfermedades y orientarlos a la prevención.
Esta área la constituyen 5 jóvenes de UTPMPES y se ha logrado implementar en 7 comunidades: La Cuchilla, Los Héroes, El Llano, Tierra de Israel, Altos de San Nicolás, Tepetitán.
- Plan jurídico

El objetivo es llevar un básico conocimiento jurídico a las comunidades de UTPMPES con la intención que todos los beneficiados y beneficiadas tengan una luz orientadora en el tema legal, de la misma manera un crecimiento enriquecedor de práctica y conocimiento de los implementadores con su comunidad asignada, estando claros de la diversidad de casos y realidades de cada una de estas comunidades. Asimismo, compartir una labor que conlleve responsabilidad junto a la comunidad para tratar de resolver las carencias jurídicas que esta presenta, así como también abonar al crecimiento de una conciencia social con énfasis legal, y de esta forma, plantearse soluciones ante los problemas que las grandes mayorías de nuestro país tienen en su diario vivir. 
Este plan tiene una orientación de corte social y su es lema: "La justicia al servicio de los más necesitados". 35 son los jóvenes voluntarios que participa en este plan.
Uno de los logros de este plan, es que se han logrado cubrir 12 comunidades:
1- Boca Poza, La Libertad, La Libertad 
2- Dos Amates, El paraíso, Chalatenango 
3- San Chico, Comasagua, La Libertad
4- Altos de Matazano, Santa Tecla, La Libertad
5- Chorro Arriba, Izalco, Sonsonate
6- Santa Lucía, San Julián, Sonsonate
7- El Pimental, San Luis Talpa, La Paz
8- 13 de febrero, San Cristóbal, Cuscatlán
9- Colonia Fátima, Tepetitán, San Vicente
10- Tierra de Israel, San Pedro Nonualco, La Paz
11- Tecualuya, San Luis Talpa, La Paz
12- San Luis, San Miguel Tepezontes, La Paz
Asimismo, con este plan se han llevado a cabo talleres de Derechos Humanos:
A) El primer taller consiste en que la comunidad comprenda el concepto de "Derechos Humanos".
B) El segundo taller consiste en dividir las tres generaciones de Derechos Humanos.
C) En el tercer taller se discute la primera generación de Derechos Humanos.
D) El cuarto taller es una discusión de la segunda generación de Derechos Humanos.
E) En el quinto taller se orienta sobre la tercera generación de Derechos Humanos.
F) El último taller consiste en la protección de los Derechos Humanos.
Las comunidades que se han beneficado con estos talleres son: Dos Amates, Tecualuya, San Luis, San Antonio y Tierra de Israel. Al resto de comunidades se lleva un asesoramiento en Derechos Humanos y se atienden las necesidades jurídicas de la comunidad. 
LOGROS
Caso Boca Poza
Boca Poza es una comunidad ubicada en el departamento La Libertad cuya situación , al igual que la mayoría de asentamientos en El Salvador, está marcada por la pobreza. Jurídicamente Boca Poza no contaba con ningún documento legal vigente que amparara su estatus habitacional en el terreno donde se encuentran, sin embargo, tras el esfuerzo de coordinadores, implementadores y la comunidad en general, este año 2011 hemos conseguido introducir a Boca Poza en una negociación con el Instituto Salvadoreño de Transformación Agraria.
¿Cuál fue el logro?
Lograr que el Estado salvadoreño, mediante la autónoma antes mencionada, reconozca la situación precaria del asentamiento del que son legítimos propietarios y poder iniciar un trámite de legalización de tierras a favor de Boca Poza para poderle dar tranquilidad y seguridad en el futuro, cabe mencionar que dicho proceso, da certeza jurídica momentánea a la comunidad Boca Poza, ya que no puede ser desalojada de la parcela en cuestión.
- Fondos Concursables (Fontecho)

Tiene como objetivo financiar proyectos que surjan del interés e iniciativa de los pobladores del asentamiento orientados a mejorar la calidad de vida, favoreciendo la autogestión, el auto financiamiento y el uso activo de redes locales. Los pobladores pueden postular sus negocios a través de grupos u organizaciones que le apunten al financiamiento. Está formado por 5 jóvenes de UTPAMPAES. Fontecho ha beneficiado a 25 comunidades de todo el país.
- Plan Agrícola

Este es el plan más nuevo de Habilitación Social, dio inicio el pasado 12 de junio y surgió con el propósito de trabajar en la seguridad alimentaria para que las familias tengan una mejor nutrición, aumenten el ahorro familiar, los ingresos y desarrollen habilidades técnicas y psicosociales. Actualmente, está formado por tres miembros voluntarios de la organización y se han cubierto 2 comunidades.

## Difusión internacional
| - Argentina - Brasil - Chile - Colombia - Costa Rica - Ecuador - El Salvador - Haití - Panamá | - Guatemala - México - Nicaragua - Paraguay - Perú - República Dominicana - Uruguay - Honduras - Bolivia |

## Contacto
Colonia La Sultana, Calle Los Claveles, #13. Antiguo Cuscatlán, La Libertad, El Salvador. Teléfonos: (503)2243-3654 y (503)2243-3655